# Per Thöresson
Per Anders Thöresson (* 14. September 1962 in Stockholm) ist ein schwedischer Diplomat. Von 2006 bis 2014 war er der schwedische Botschafter in der Schweiz. Von 2017 bis 2023 war er Botschafter in Deutschland.

## Leben
1983 begann Per Thöresson ein Studium der Betriebs- und Volkswirtschaftslehre an der Handelshochschule Stockholm. Er arbeitete für zwei Jahre bei Daimler-Benz in Stuttgart und anschließend, von 1988 bis 1990 bei Andersen Consulting in Stockholm.
Er ist verheiratet und hat zwei Kinder. Seine Tochter Sanna war Mitglied der Jury beim Schweizer Vorentscheid Die grosse Entscheidungsshow für den Eurovision Song Contest 2013.

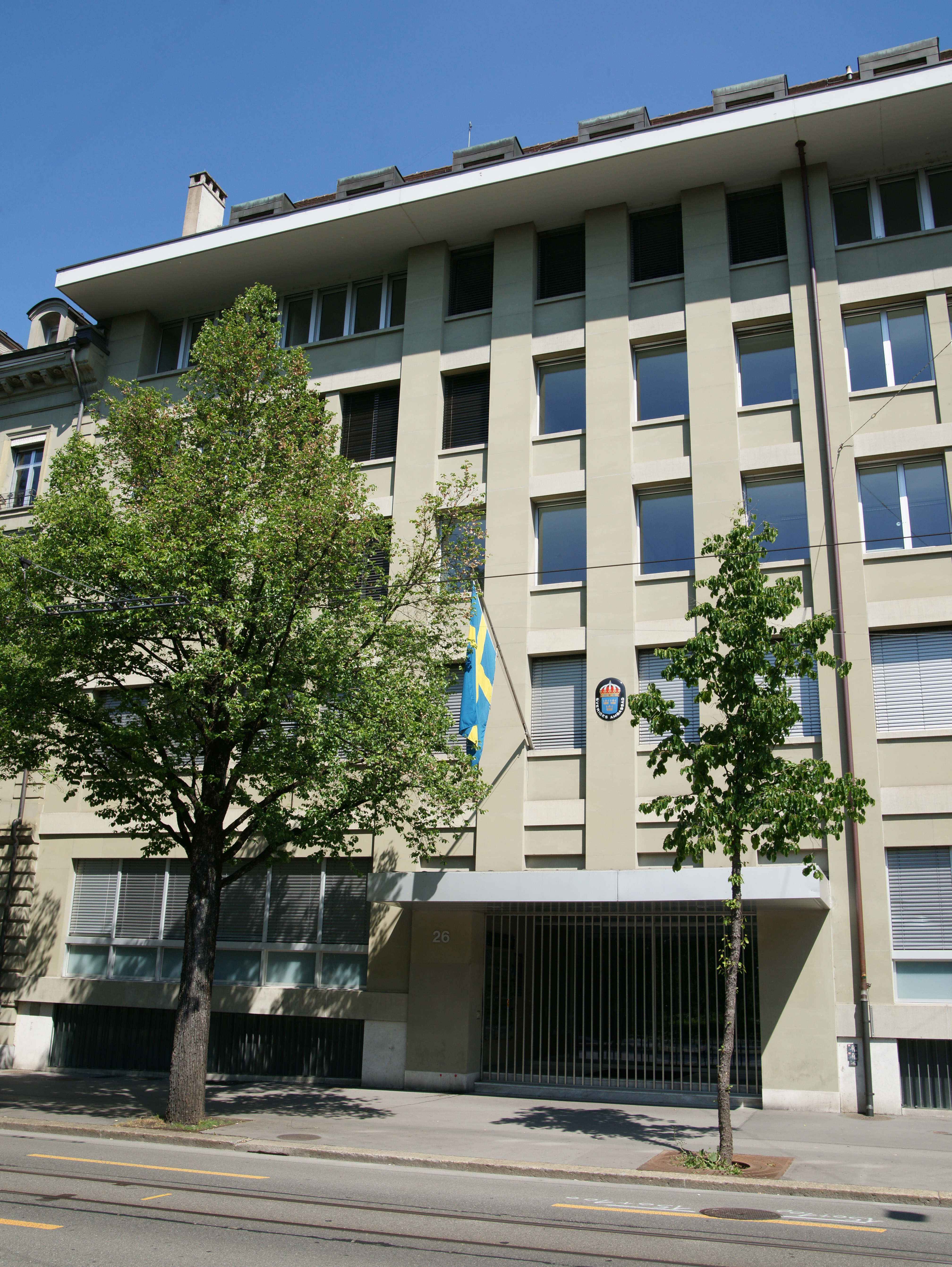
Die schwedische Botschaft in Bern 2010

## Diplomatischer Werdegang
Von 1990 bis 1991 war er Referent in der Abteilung für Planung und Organisation des schwedischen Außenministeriums und von 1991 bis 1993 Vorstandsassistent des Generaldirektors der politischen Abteilung des Außenministeriums. Seinen ersten diplomatischen Auslandseinsatz hatte er von 1993 bis 1995 als Zweiter Botschaftssekretär bei der Ständigen Vertretung Schwedens bei der Konferenz über Sicherheit und Zusammenarbeit in Europa (KSZE) und der Organisation für Sicherheit und Zusammenarbeit in Europa (OSZE) in Wien. Im Anschluss war er von 1995 bis 1999 Erster Botschaftssekretär bei der Ständigen Vertretung Schwedens bei den Vereinten Nationen (UNO) in New York. Nach Schweden zurückkehrend war er von 1999 bis 2002 Stabschef der schwedischen Außenministerin Anna Lindh. Von 2002 bis 2006 war er Generaldirektor der Verwaltungsabteilung des Außenministeriums im Range eines Unterstaatssekretärs. Er wurde stark von der schwedischen Katastrophenkommission zum Tsunami-Unglück 2004 kritisiert, weil er wegen der Tsunami-Katastrophe, von der auch viele Schweden in Asien betroffen waren, seinen Weihnachtsurlaub in Kungshamn nicht unterbrach.
Von 2006 bis 2014 war er, als Nachfolger des Diplomaten und Krimiautors Jan Mårtenson, der schwedische Botschafter in Bern mit Akkreditierung für Liechtenstein.
In der Schweiz wurde Thöresson Lobbying für das schwedische Mehrzweckkampfflugzeug Saab 39 vorgeworfen. Das Lobbying wurde vom schwedischen Außenminister Carl Bildt ausdrücklich gelobt. Von 2014 bis 2016 war Thöresson stellvertretender Botschafter Schwedens bei den Vereinten Nationen in New York. Sein Nachfolger in der Schweiz wurde Magnus Holm. Am 9. März 2017 wurde er als schwedischer Botschafter in Berlin akkreditiert. In diesem Amt wurde er 2023 von Veronika Wand-Danielsson abgelöst.